# قلة (بني سويف)
قرية قله هي إحدى القرى التابعة لمركز أهناسيا في محافظة بني سويف في جمهورية مصر العربية. حسب إحصاءات سنة 2006، بلغ إجمالي السكان في قله 4806 نسمة، منهم 2442 رجل و2364 امرأة.